# Буяджи Ганна Володимирівна
Га́нна Володи́мирівна Они́щенко, у шлюбі Буяджи (нар. 15 жовтня 1984, Київ) — українська політична і державна діячка, юристка та письменниця. Державна секретарка Міністерства юстиції України (2016 —2020), Міністерка Кабінету Міністрів України (2014—2016), доктор юридичних наук, Заслужена юристка України, авторка книг для дітей.

## Життєпис
У 2007 з відзнакою закінчила Київський національний університет імені Тараса Шевченка, спеціальність «Правознавство», отримала кваліфікацію магістр права. У 2011 захистила дисертацію на тему «Довірчі правовідносини з іноземним елементом» та здобула науковий ступінь кандидата юридичних наук.
У 2017 з відзнакою закінчила Національну академію державного управління при Президентові України за спеціальністю «Управління суспільним розвитком», отримала кваліфікацію магістра державного управління.
У жовтні 2018 року захистила дисертацію на тему «Довірча власність і трастоподібні конструкції: імплементація міжнародних стандартів у цивільне право України» та здобула науковий ступінь доктора юридичних наук.
У шлюбі з Сергієм Буяджи виховує двох дочок та сина.

## Кар'єра
З травня 2004 по березень 2014 працювала юрисконсульткою у Київській філії ТОВ Юридична фірма «А-Лекс», департаменті міжрегіональних бізнесів і правового забезпечення Представництва «Приватбанку» у м. Києві, юристкою в ЗАТ «Столична юридична група», начальницею відділу корпоративного управління ТОВ Адвокатська компанія «МЛГруп», провідною юрисконсульткою претензійно-позовного відділу Департаменту юридичного забезпечення ПАТ «Укрнафта».
З березня по травень 2014 — заступниця Міністра юстиції України — керівниця апарату.
З травня по 2 грудня 2014 року — голова Державної реєстраційної служби України.
З 2 грудня 2014 по квітень 2016 — Міністерка Кабінету Міністрів України. На посаді була відповідальною за реформу державного управління, зокрема, була однією із розробників та ідеологів Закону України «Про державну службу», прийнятого Верховною Радою України 10.12.2015. Ініціювала розширення Музею історії урядів України та створення документального фільму про формування системи виконавчої влади в Україні, починаючи із 1917 року.
З 28 грудня 2016 року по 11 березня 2020 — Державний секретар Міністерства юстиції України.
З квітня 2020 року — керуюча партнерка Юридичної компанії «ВігоЛекс» та співзасновниця Адвокатського об'єднання «ВігоЛекс».
Спеціалізується на питаннях цивільного, корпоративного та міжнародного приватного права, правового забезпечення азартних ігор та супроводу трастів.

## Наукова та викладацька діяльність
Авторка низки статей з цивільного і міжнародного приватного права, а також монографій «Довірчі правовідносини з іноземним елементом» (2012) та «Траст: історія, сьогодення, перспективи» (2018); співавтор книги «Банківські гарантії». (2014) Основною темою наукової діяльності є проблемні питання довірчих відносин і трасту. Є експертом з питань гемблінгу, написала низку статей з цієї теми.
З 2019 — член робочої групи з рекодифікації (оновлення) цивільного законодавства України, яка працює над підготовкою змін до Цивільного кодексу України. Відповідальна за розділ, що стосується уведення трасту або його аналога до цивільного законодавства України.
З 2016 за сумісництвом доцентка кафедри цивільного права юридичного факультету Київського національного університету імені Тараса Шевченка.

## Літературна творчість
Дитяча письменниця, у 25 років почала займатися творчою діяльністю, авторка віршованих книг для дітей «Маленький Мук» (2016), «Новорічні пригоди Морозенка» (2017) «Микитась Боровичок» (2017) та «Таємний орден великого Ската» (2020).
Разом із Українським радіо створила аудіокниги на власні казки: «Маленький Мук» та «Новорічні пригоди Морозенка», зокрема, озвучувала текст від імені авторки.

### Дитячі книги
- Ганна Буяджи, Новорічні пригоди Морозенка, Київ, Саміт-Книга, 2017. 80 стор. ISBN 978-617-7350-21-6
- Ганна Буяджи, Микитась Боровичок, Київ, Саміт-Книга, 2017. 96 стор. ISBN 978-617-7560-37-0
- Ганна Буяджи, Маленький Мук, Київ, Саміт-Книга, 2016. 52 стор. ISBN 978-617-7350-57-5
- Ганна Буяджи, Таємний орден великого Ската, Київ, Ранок, 2020. 96 стор. ISBN 9786-1709-64-08-3